# Tom Hamilton
Thomas William Hamilton, detto Tom (Colorado Springs, 31 dicembre 1951), è un bassista statunitense.
Fa parte del gruppo rock statunitense degli Aerosmith. Membro fondatore con Steven Tyler e Joe Perry, ha scritto con Steven Tyler brani come Sweet Emotion e Janie's Got a Gun (vincitrice di un Grammy nel 1991).

## Biografia
Inizia a suonare la chitarra a 12 anni, imparando da suo fratello maggiore Scott. Dopo qualche tempo lui e la sua famiglia si trasferiscono nel New Hampshire, proprio a Sunapee (dove gli Aerosmith si conosceranno nel '69) così Tom cerca una band in cui suonare. Ne trova una, ma di chitarristi ne ha già due e così Tom passa presto al basso, in quanto al gruppo in cui suonava ne serviva uno. La band contava anche il professore di francese di Tom alle tastiere e l'estate dopo si esibirono ad un fraternity party. Poco dopo conosce Danny "Pudge" Scott e Joe Perry, con i quali fonda i Pipe Dream, poi Jam Band. Dopo l'incontro con Steven Tyler, entra negli Aerosmith nel 1970, e da allora è sempre stato presente su tutti i dischi della band.

Nell'estate del 2006 ha annunciato di essere malato di tumore alla gola, e per la prima volta ha dovuto lasciare la band non partecipando ad una parte dell'ultimo tour, sostituito da David Hull. Alla fine dello stesso anno ha annunciato di essere riuscito a sconfiggere il male.
Tom, con i suoi 185 cm, è il membro più alto degli Aerosmith, è anche noto come "il divertente" perché durante le interviste fa sempre una battuta o dice una barzelletta.

## Famiglia
Tom è il terzo dei quattro figli di George e Betty Hamilton; ha un fratello più grande, Scott, una sorella maggiore, Perry e una sorella minore di nome Cecily. Suo padre era un colonnello dell'Air Force e sua madre una casalinga. Nel 1975 si è sposato con Terry Cohen, da cui ha avuto due figli: Julian, nato nel 1992, e Sage, nata nel 1995.

## Altri interessi
Come altro interesse, Tom ha il teatro. Se non fosse diventato un Aerosmith, sarebbe diventato un attore ed ha già recitato in diversi spettacoli. Un altro suo interesse è il tennis ed era nel club di tennis al liceo.

## Discografia

### Con gli Aerosmith

#### Album studio
- 1973 - Aerosmith
- 1974 - Get Your Wings
- 1975 - Toys in the Attic
- 1976 - Rocks
- 1977 - Draw the Line
- 1979 - Night in the Ruts
- 1982 - Rock in a Hard Place
- 1985 - Done with Mirrors
- 1987 - Permanent Vacation
- 1989 - Pump
- 1993 - Get a Grip
- 1997 - Nine Lives
- 2001 - Just Push Play
- 2004 - Honkin' on Bobo
- 2012 - Music from Another Dimension!

#### Live
- 1978 - Live! Bootleg
- 1986 - Classics Live! I
- 1987 - Classics Live! II
- 1998 - A Little South of Sanity
- 2004 - You Gotta Move
- 2005 - Rockin' the Joint